# Ipomoea tuboides
Ipomoea tuboides är en vindeväxtart som beskrevs av Degener och v. Ooststr. Ipomoea tuboides ingår i släktet praktvindor, och familjen vindeväxter. Inga underarter finns listade i Catalogue of Life.

## Bildgalleri

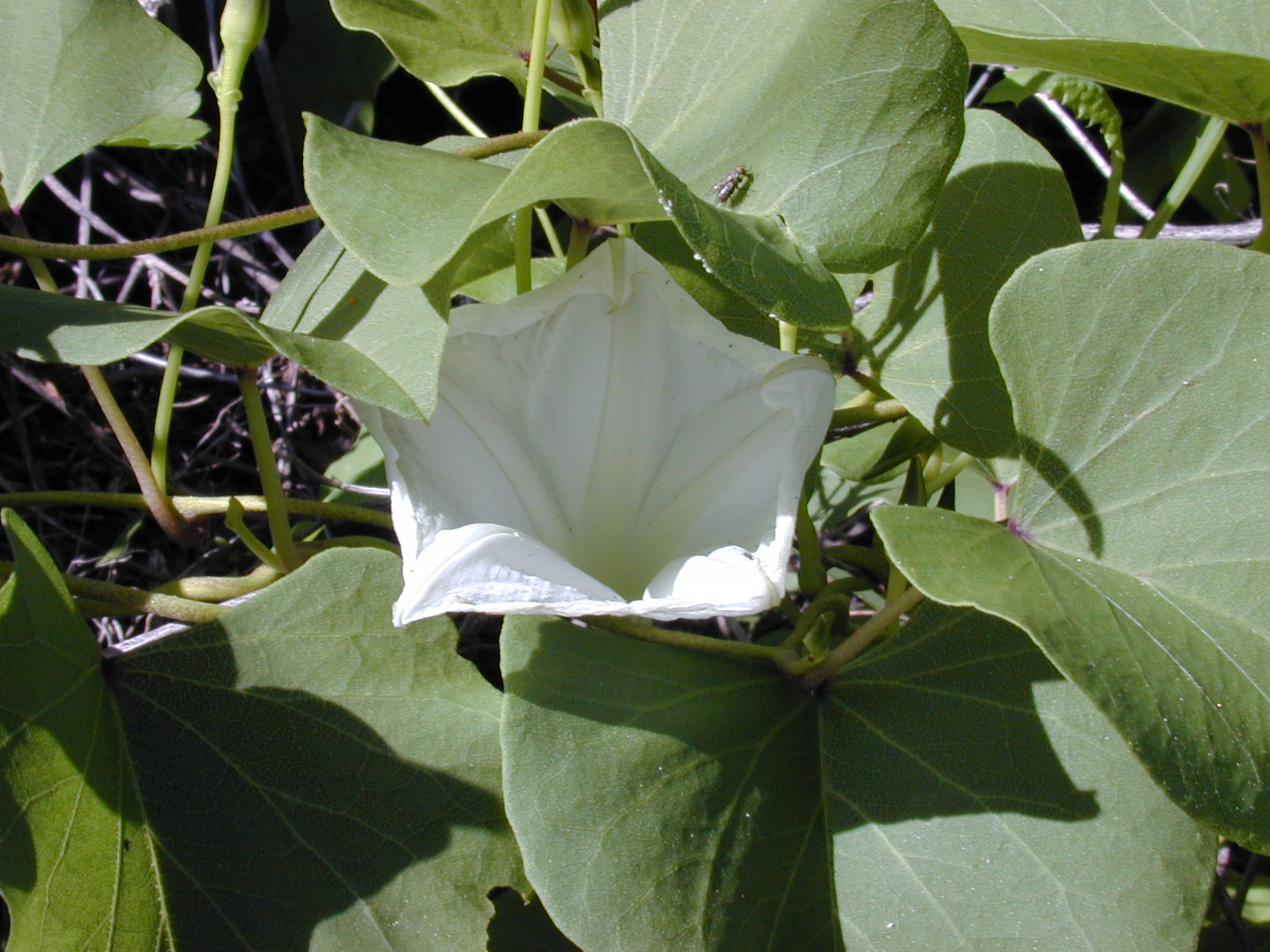
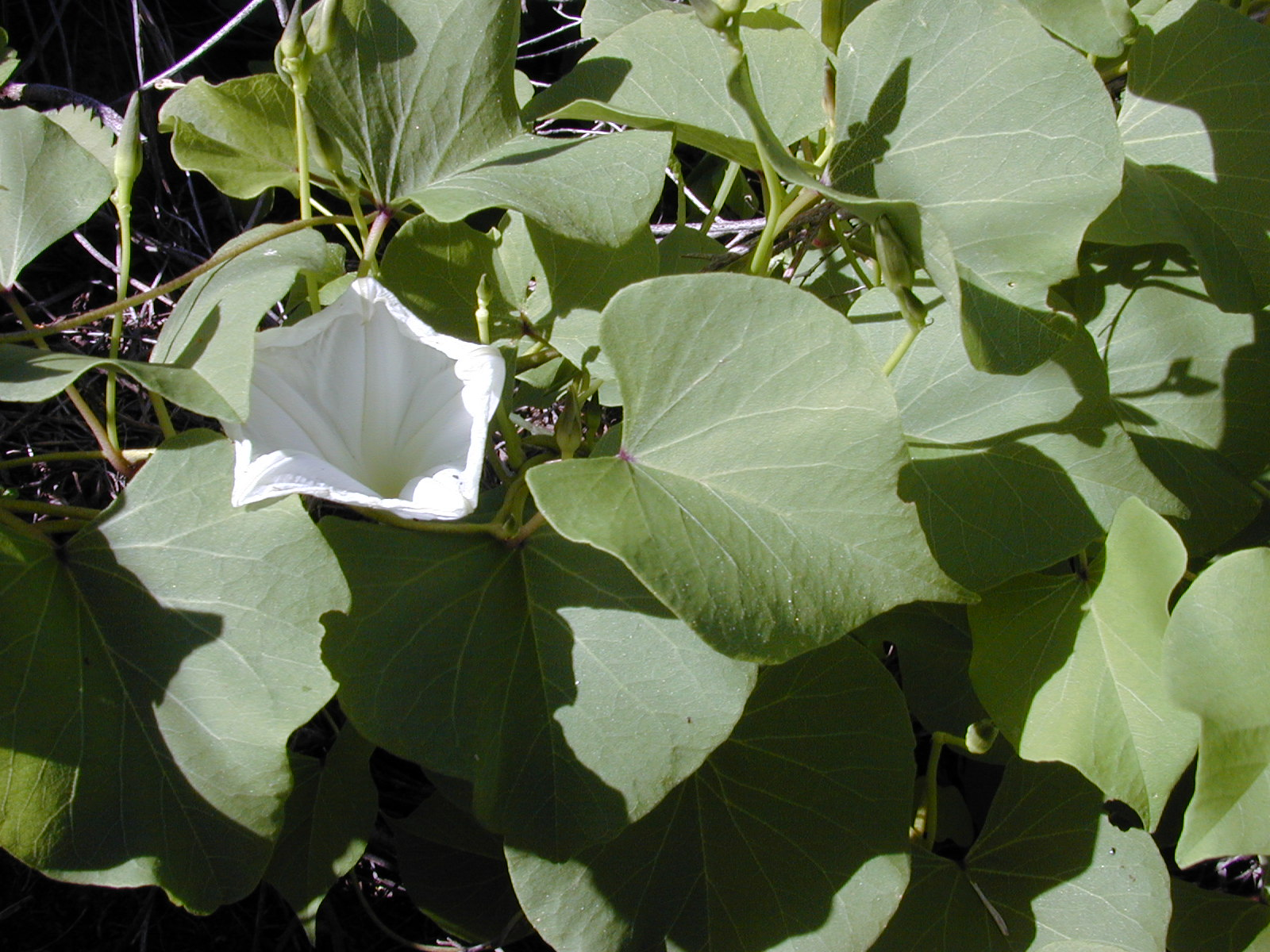
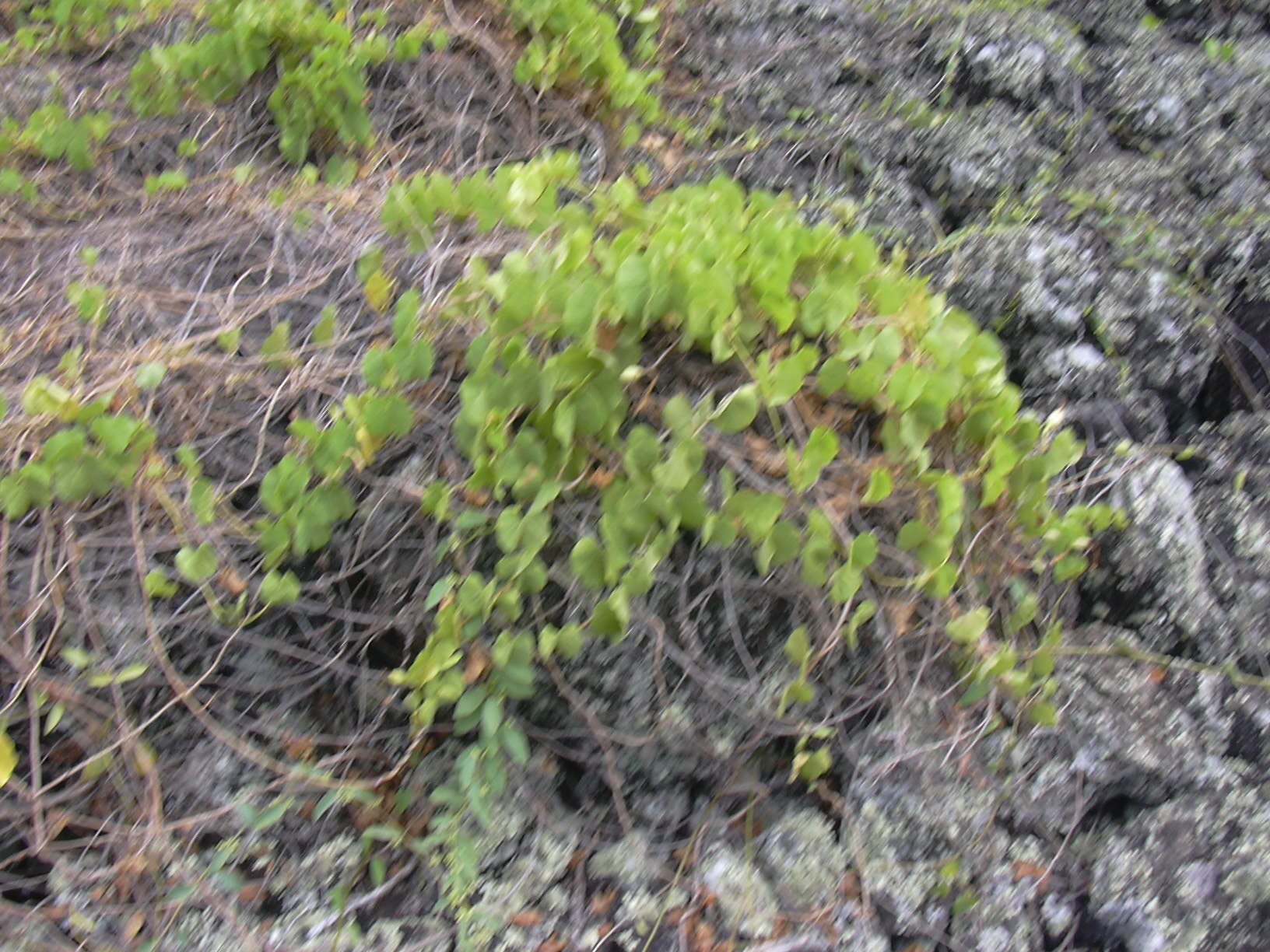
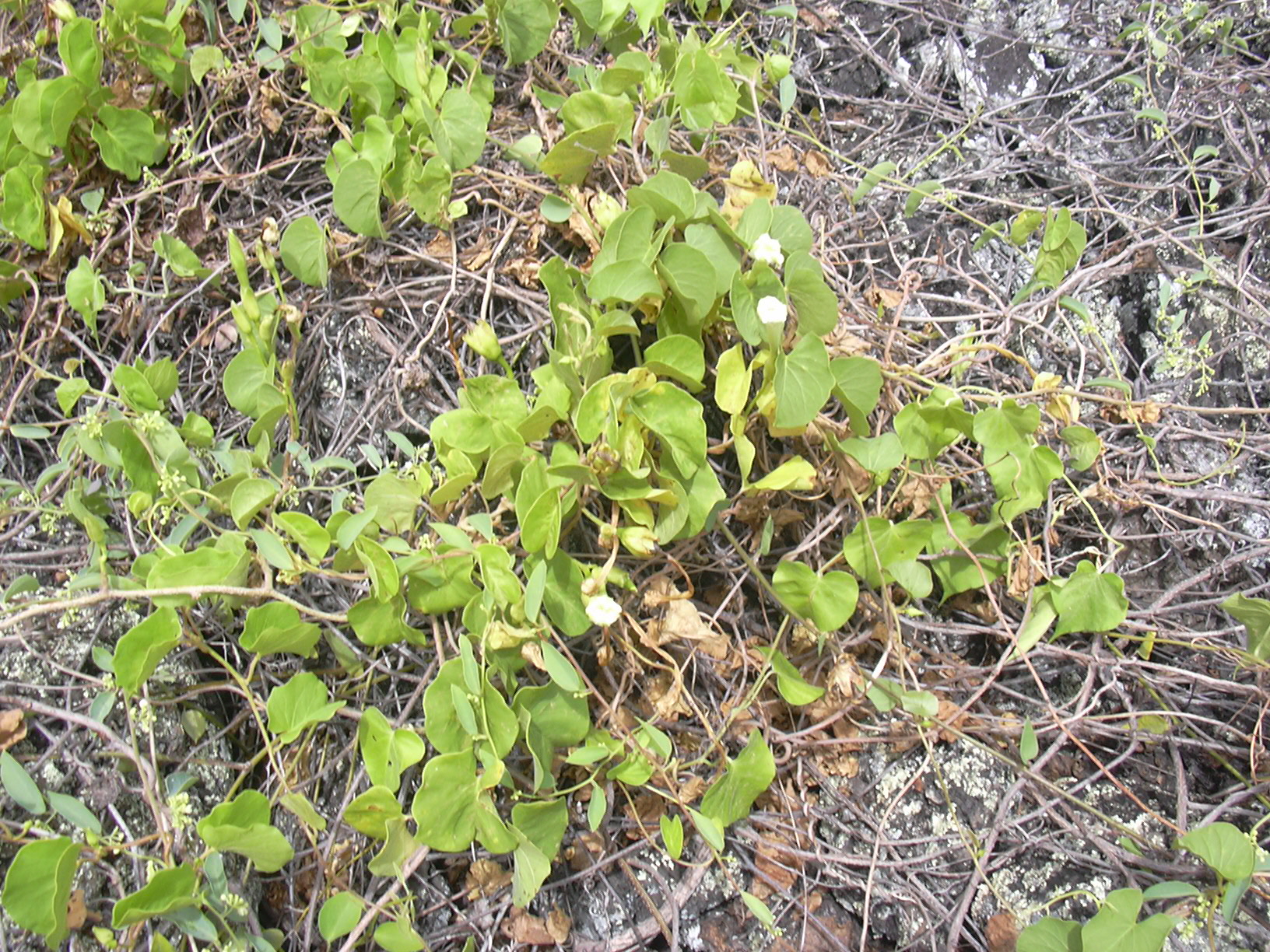
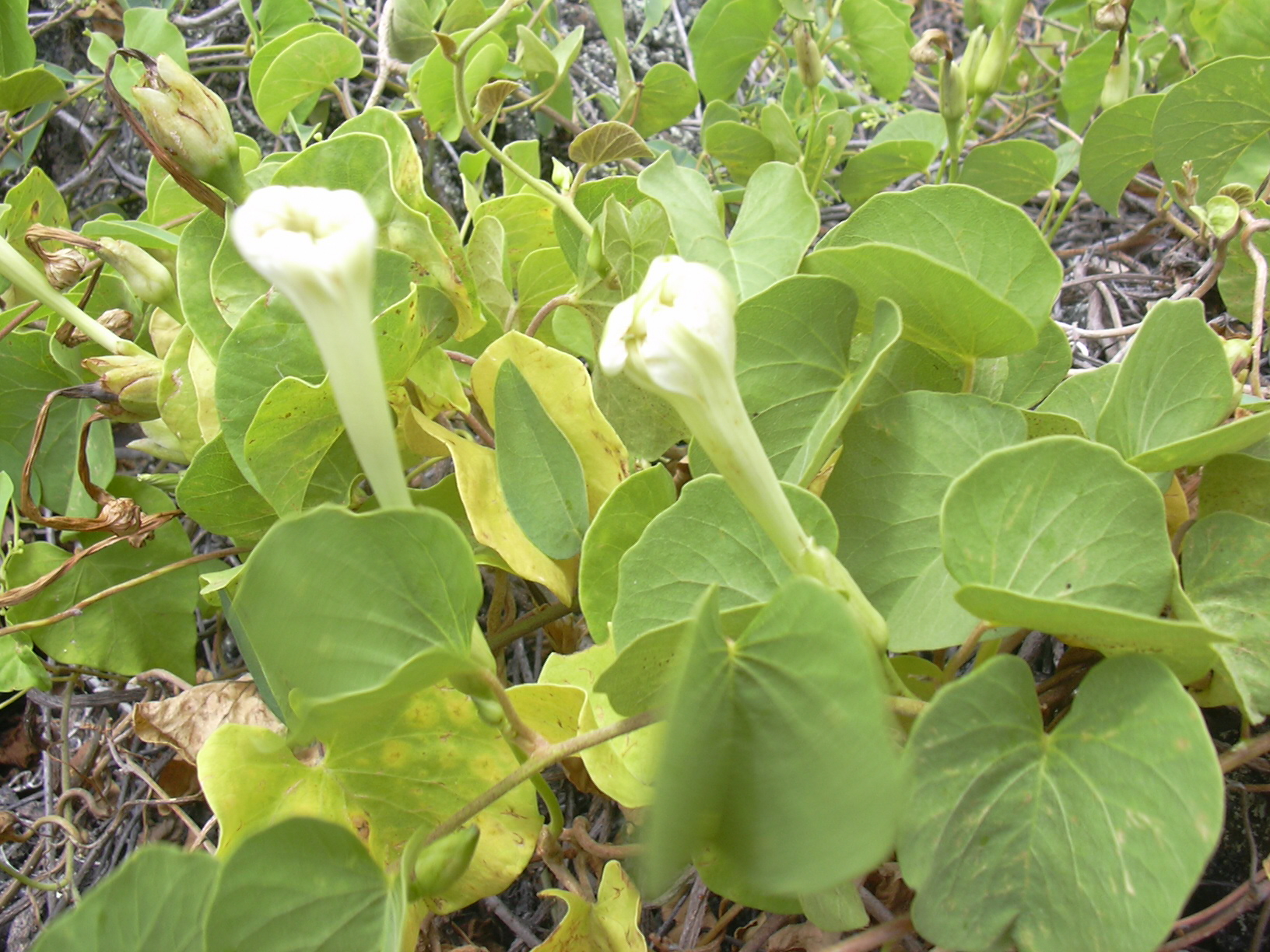
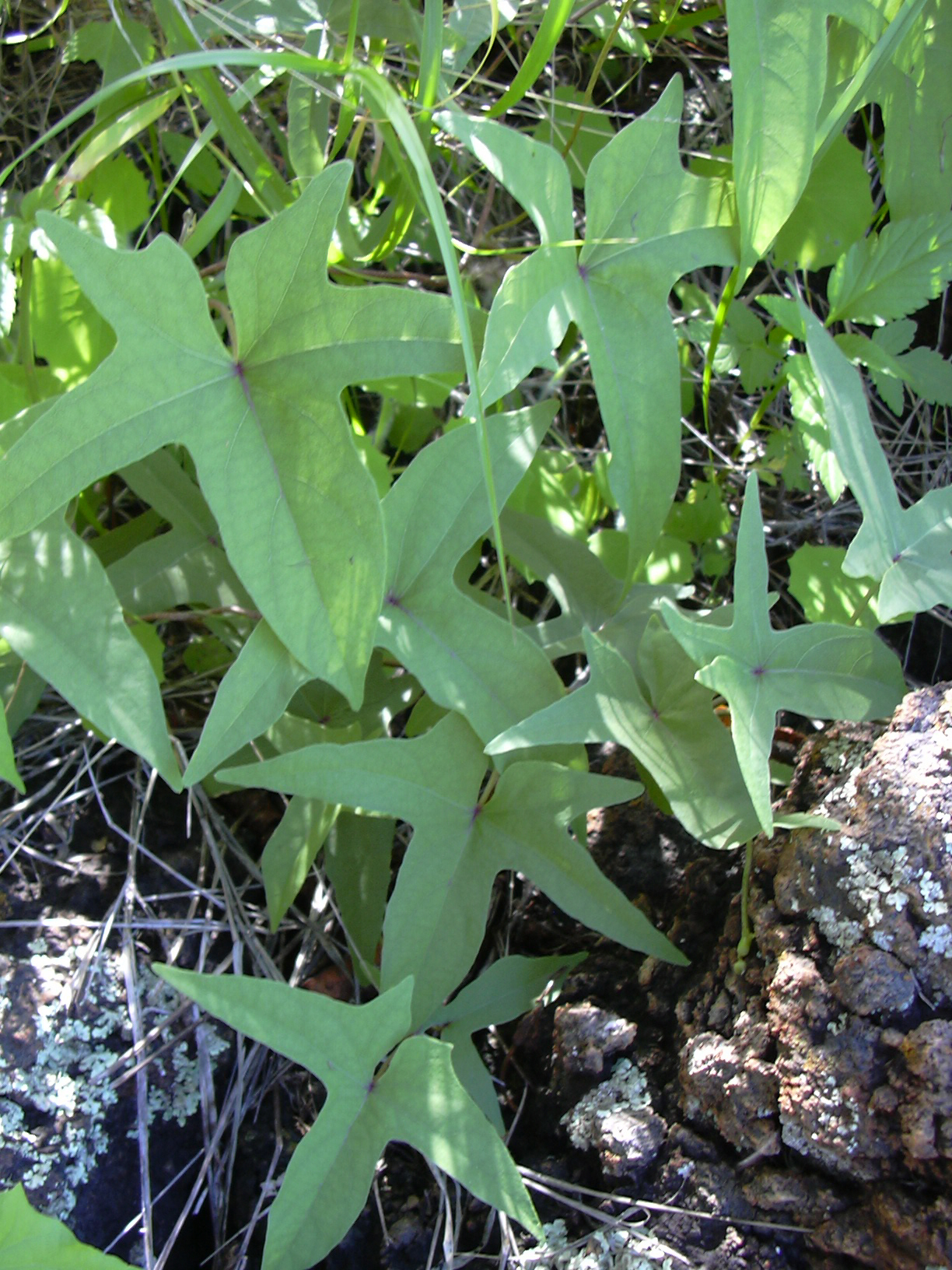